# Raphaël Guerreiro
Raphaël Adelino José Guerreiro, född 22 december 1993, är en fransk-portugisisk fotbollsspelare (vänsterback) som spelar för Bayern München.
Guerreiro har en portugisisk far och en fransk mor.

## Klubbkarriär
Den 23 juni 2023 värvades Guerreiro av Bayern München, där han skrev på ett treårskontrakt.

## Landslagskarriär
Guerreiro debuterade för Portugals landslag den 14 november 2014 i en 1–0-vinst över Armenien. Fyra dagar senare gjorde han sitt första landslagsmål i en 1–0-vinst över Argentina. Han vann EM-guld för Portugal i EM 2016.